# 도둑의 아내
도둑의 아내는 KBS 2TV에서 1991년 3월 6일부터 1991년 4월 4일까지 매주 수,목 밤 21시 50분에 방영되었던 드라마이다.
한편, 전작들에 속한 가을꽃 겨울나무 레테의 연가 등이 그랬듯이 기존의 소설들을 극화하는데 치우쳤다는 지적을 샀으며 원작 소설의 취지를 왜곡하고 흥미위주의 선정성에 치우쳐 원작자들로부터 심한 불쾌감과 반발을 받아와야 했다.

## 출연진
- 정애리 : 수자
- 선우은숙 : 영일
- 강태기
- 김용건
- 민욱
- 신은경
- 최선자
- 사미자
- 서갑숙
- 전양자
- 김지영
- 이춘식
- 김일란
- 장정희
- 정동남
- 안병경
- 박정수
- 장희수
- 이미경
- 조명남
- 유명순
- 김미숙
- 이효정